# Далмат (Долгополов)
Епи́скоп Далма́т (в миру Дми́трий Ива́нович Долгопо́лов; 1831, село Горки, Коротоякский уезд, Воронежская губерния — 23 декабря 1883) — епископ Русской православной церкви, епископ Новомиргородский, викарий Херсонской епархии.

## Биография
Родился в 1831 г. в с. Горки Коротоякского уезда Воронежской губернии в семье священника.
В 1847 г. поступил в Воронежскую духовную семинарию.
27 ноября 1854 года, по окончании семинарии, рукоположён во священника.
В 1855 году, овдовев, поступил в Киевскую духовную академию.
В 1858 году пострижен в монашество.
8 октября 1859 года окончил курс академии со степенью кандидата богословия.
20 мая 1860 г. назначен учителем Полтавской семинарии, а 13 сентября — помощником инспектора.
С 30 января 1865 года — инспектор Екатеринославской семинарии; 30 апреля того же года определён соборным иеромонахом.
15 января 1867 года возведен в сан архимандрита, а 6 марта назначен ректором Екатеринославской семинарии.
12 марта 1883 года он был назначен и 10 апреля хиротонисан во епископа Новомиргородского, викария Херсонской епархии.
Долговременные труды на педагогическом поприще сильно расстроили его здоровье, и он прибыл на новое место служения с пороком сердца, от которого и скончался 23 (22?) декабря 1883 года, пробыв епископом 8½ месяцев, не успев проявить своей деятельности как архипастырь.
Им напечатано несколько проповедей в «Херсонских епархиальных ведомостях».